# Prosternidia metallica
Prosternidia metallica är en fjärilsart som beskrevs av Max Saalmüller 1884. Prosternidia metallica ingår i släktet Prosternidia och familjen snigelspinnare. Inga underarter finns listade i Catalogue of Life.